# Gabourey Sidibe
Gabourey "Gabby" Sidibe (Brooklyn, New York, 6 mei 1983) is een Amerikaanse actrice die haar debuut maakte in de film Precious in 2009, een rol waarvoor ze voor de Academy Award (Oscar) voor beste vrouwelijke hoofdrol werd genomineerd.

## Jeugd
Sidibe werd geboren in Bedford-Stuyvesant, Brooklyn, New York, maar groeide op in Harlem. Haar moeder, Alice Tan Ridley, is een Afro-Amerikaanse R&B- en gospel-zangeres. Alice kwam in het nieuws toen zij auditie deed voor America's Got Talent in juni 2010. Sidibes vader, een genaturaliseerde Senegalees, heet Ibnou Sidibe en is taxichauffeur.
Sidibe volgde lessen op het Borough of Manhattan Community College, het City College of New York en het Mercy College.

## Carrière
Sidibe werd zonder eerdere acteerervaring gecast voor een rol in de film Precious, gebaseerd op de novelle Push door Afro-Amerikaanse schrijfster Sapphire.
In Precious speelde Sidibe het hoofdpersonage, de 16-jarige Claireece "Precious" Jones, een analfabeet, obees tienermeisje en moeder van twee kinderen (beiden het product van verkrachting, door haar vader). Precious probeert te ontsnappen van een uitzichtloze toekomst en het eindeloze fysieke en emotionele misbruik door haar beide ouders. De film ontving vele prijzen, waaronder twee Oscars, een Golden Globe en de Grand Jury Award tijdens het Sundance Film Festival. Sidibe werd zelf genomineerd voor verschillende prijzen voor haar rol in Precious. Bovendien maakte de film haar een nationale beroemdheid.
In Yelling to the Sky (een Sundance-project) speelt ze naast Zoë Kravitz en neemt ze de rol van pestkop op zich.
Sidibe had een rol in The Big C, een serie op de Amerikaanse zender Showtime.
Op 24 april 2010 was Sidibe de gastvrouw van het Amerikaanse satirische programma Saturday Night Live.
In 2011 speelde ze in de nieuwe videoclip "Don't Stop (Color on the Walls)" van de band Foster the People. Hierin speelde ze als een vrouw die niet kan autorijden.

## Filmografie
| Jaar | Titel                             | Rol                        | Overig |
| ---- | --------------------------------- | -------------------------- | --- |
| 2009 | Precious                          | Claireece "Precious" Jones | Prijzen/nominaties: Black Reel Award for Best Actress Black Reel Award for Best Breakthrough Performance Chlotrudis Award for Best Actress Detroit Film Critics Society Award for Best Actress Florida Film Critics Circle Award for Best Actress Hollywood Film Award for Rising Star Award Film Independent Spirit Award for Best Lead Female Iowa Film Critics Award for Best Actress Las Vegas Film Critics Society Award for Best Actress NAACP Image Award for Outstanding Actress in a Motion Picture National Board of Review Breakthrough Performance Female Satellite Award for Outstanding New Talent Washington D.C. Area Film Critics Association Award for Best Breakthrough Performance Women's Film Critics Circle Award for Best Young Actress Genomineerd – Academy Award for Actress in a Leading Role Genomineerd – Alliance of Woman Film Journalists Award for Best Actress Genomineerd – BAFTA Award for Best Actress in a Leading Role Genomineerd – Black Reel Award for Best Ensemble Genomineerd – Chicago Film Critics Association Award for Best Actress Genomineerd – Critic's Choice Award for Best Actress Genomineerd – Golden Globe Award for Best Actress – Motion Picture Drama Genomineerd – Houston Film Critics Society Award for Best Actress Genomineerd – MTV Movie Award for Best Breakout Star Genomineerd – Satellite Award for Best Actress – Motion Picture Drama Genomineerd – Screen Actors Guild Award for Outstanding Performance by a Female Actor in a Leading Role Genomineerd – Screen Actors Guild Award for Outstanding Performance by a Cast in a Motion Picture Genomineerd – St. Louis Gateway Film Critics Association Award for Best Actress Genomineerd – Washington D.C. Area Film Critics Association for Best Actress Genomineerd – Washington D.C. Area Film Critics Association for Best Ensemble |
| 2010 | Yelling to the Sky                | Latonya Williams           | |
| 2010 | The Big C                         | Andrea                     | televisieserie, terugkerende bijrol |
| 2010 | Saturday Night Live               | Haarzelf                   | televisieserie, 1 aflevering als gastvrouw |
| 2011 | Tower Heist                       | Odessa Montero             | |
| 2013 | American Horror Story: Coven      | Queenie                    | televisieserie, 12 afleveringen |
| 2014 | American Horror Story: Freak Show | Regina Ross                | televisieserie, 3 afleveringen |
| 2014 | Top Five                          | Haarzelf                   | Cameo |
| 2015 | Gravy                             | Winketta                   | |
| 2016 | Grimsby                           | Banu                       | |
| 2019 | Come as You Are                   | Sam                        | |
| 2020 | Antebellum                        | Dawn                       | |